# Co dzień niesie
Co dzień niesie. Nowiny dla żołnierzy – polskie czasopismo nieregularne wydawane dla żołnierzy szeregowych Wojska Polskiego.
Pismo wydawane było od grudnia 1945 do końca 1947 w sposób nieregularny. Wydawcą był Główny Zarząd Polityczno-Wychowawczy Wojska Polskiego, a nakład wynosił około 50.000 egzemplarzy. Cechowało się prostym i przystępnym językiem, a każdy z numerów był monotematyczny.